# قرار مجلس الأمن التابع للأمم المتحدة رقم 1419
قرار مجلس الأمن التابع للأمم المتحدة رقم 1419، المتخذ بالإجماع في 26 حزيران / يونيو 2002، بعد إعادة التأكيد على جميع القرارات المتعلقة بالحالة في أفغانستان، ولا سيما القرار 1383 (2001) والقرارين 1368 (2001) و1373 (2001) بشأن الإرهاب، أشاد المجلس على البلد للنجاح في عقد اللويا جيرغا الطارئة ودعا إلى تعاون الشعب الأفغاني مع الإدارة الانتقالية.
وكرر مجلس الأمن دعمه لاتفاق بون والتزامه بمساعدة الشعب الأفغاني في إحلال الاستقرار والسلام في البلاد واحترام حقوق الإنسان. ورحب بعقد اللويا جيرغا الطارئة في الفترة من 11 إلى 19 حزيران / يونيو 2002 وأشار إلى المشاركة الكبيرة للمرأة. علاوة على ذلك، فقد شجع الشعب الأفغاني على تقرير مستقبله السياسي، ورحب بانتخاب حامد كرزاي رئيسًا للدولة وإنشاء السلطة الانتقالية. تم حث جميع الجماعات الأفغانية على التعاون مع السلطة الجديدة والسلطة الانتقالية للبناء على جهود الإدارة المؤقتة فيما يتعلق بالنساء والفتيات وتعليم الأطفال والقضاء على محصول الخشخاش السنوي.
وأشاد القرار بجهود الأمم المتحدة في دعم أدوار الشعب الأفغاني، وبعثة الأمم المتحدة لمساعدة أفغانستان، والممثل الخاص للأمين العام الأخضر الإبراهيمي، وقوات المساعدة الدولية لإرساء الأمن في أفغانستان لتوفير بيئة آمنة. ودعا إلى مزيد من الدعم والمساعدة الدوليين في العملية الأفغانية وإلى العدد الكبير من اللاجئين الأفغان والمشردين داخليا.

## روابط خارجية
- نص القرار في undocs.org